# Kowadło (Zielona Góra)
Kowadło – skała na wzniesieniu Zielona Góra w miejscowości Kusięta w województwie śląskim, w powiecie częstochowskim, w gminie Olsztyn. Jest to jedno z wzgórz Wyżyny Mirowsko-Olsztyńskiej będącej częścią Jury Krakowsko-Częstochowskiej. 
Kowadło wraz ze stojącym tuż obok niego Podkowadlem znajdują się na szczycie Zielonej Góry. Zbudowane są  z wapieni skalistych. Znajdują się w rezerwacie przyrody Zielona Góra, ale od 2017 roku wspinaczka na nich  jest dopuszczalna przy zachowaniu określonych zasad. Kowadło to skała o charakterystycznym kształcie, pionowych lub przewieszonych ścianach. Są na niej cztery drogi wspinaczkowe o stopniu trudności od V do VI.2+ w skali Kurtyki. Drogi mają długość 8–10 m i zamontowano na nich stałe punkty asekuracyjne w postaci 1-4 ringów (r), spitów (s) i ringów zjazdowych.

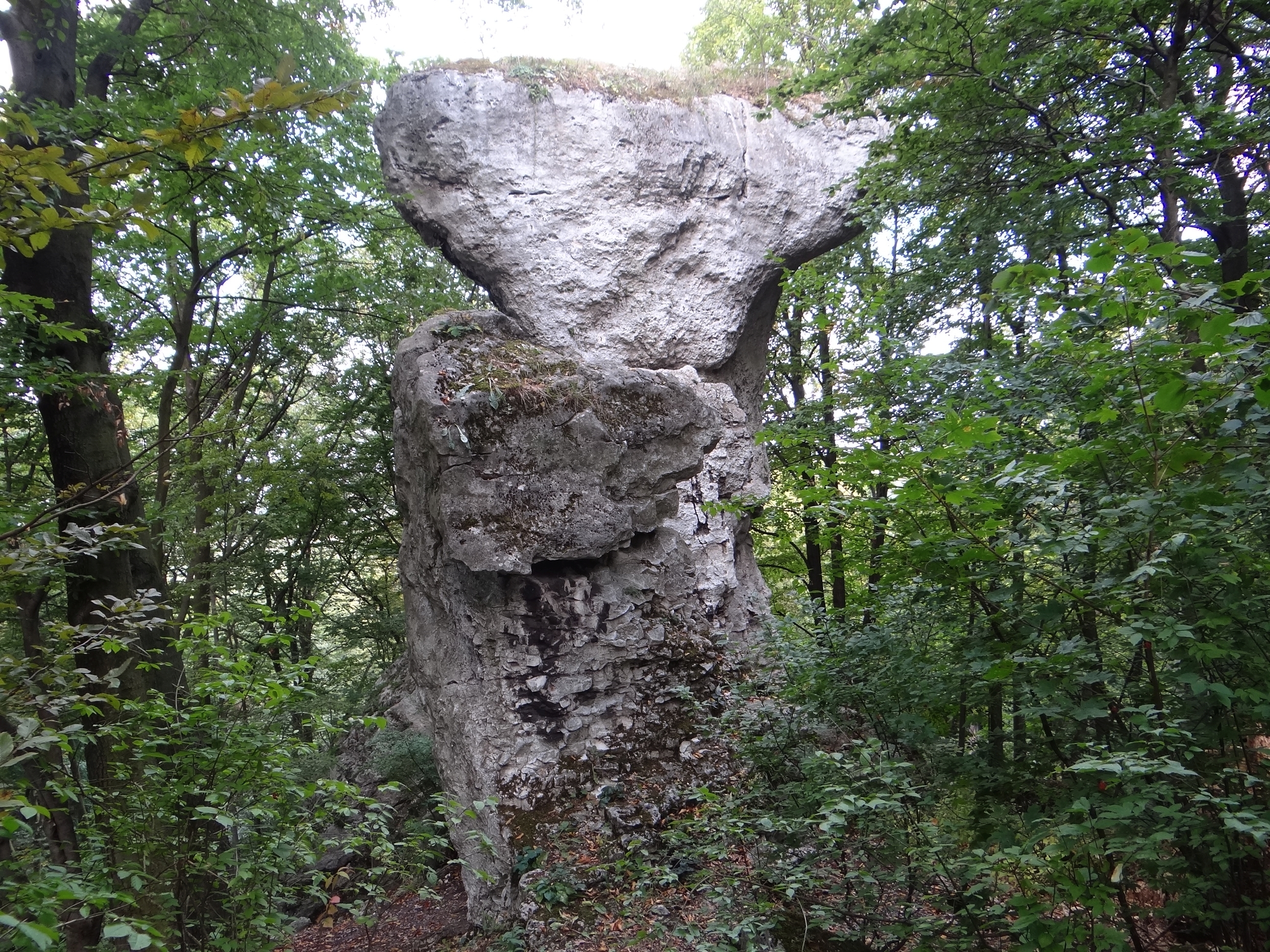
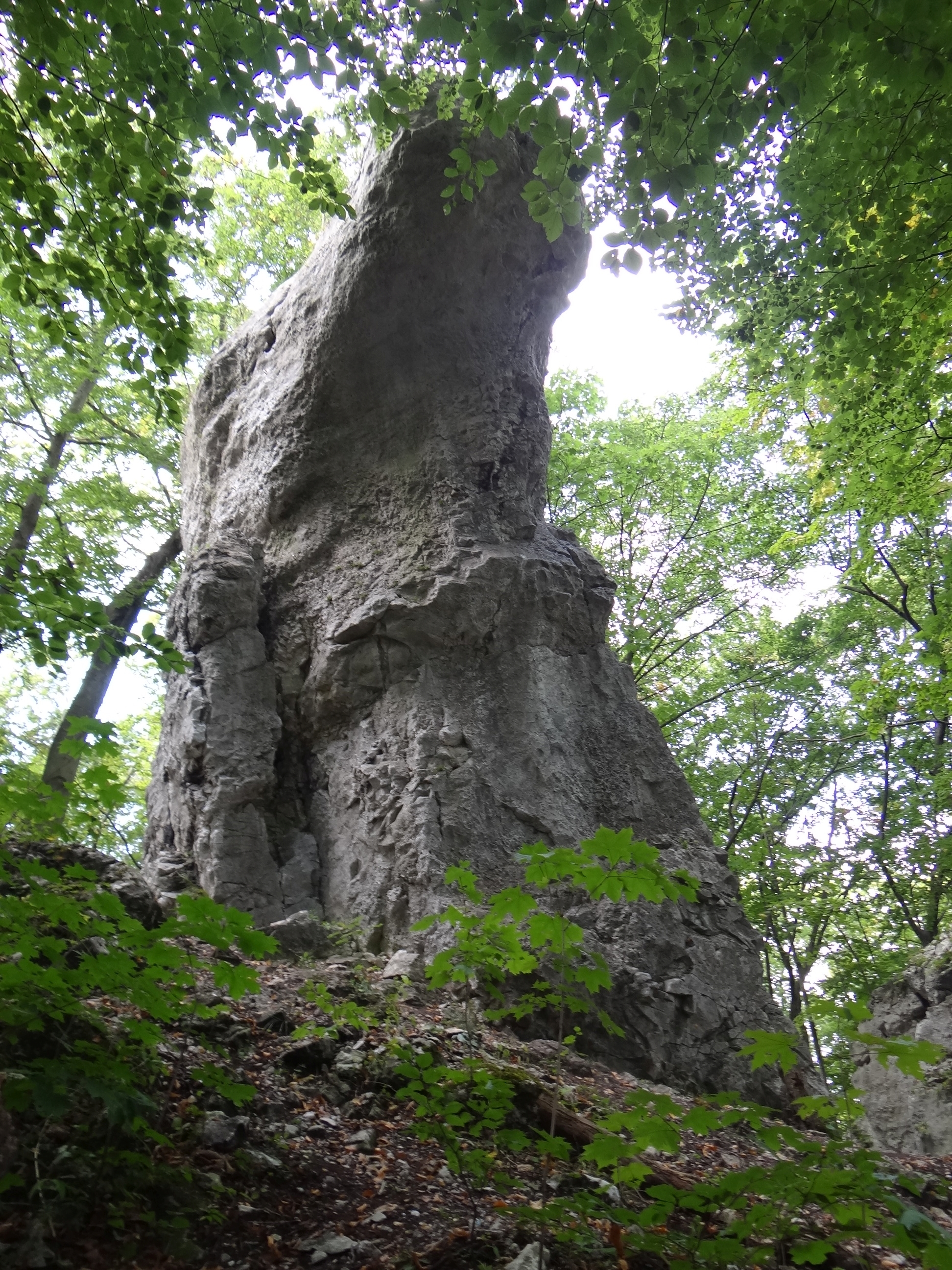
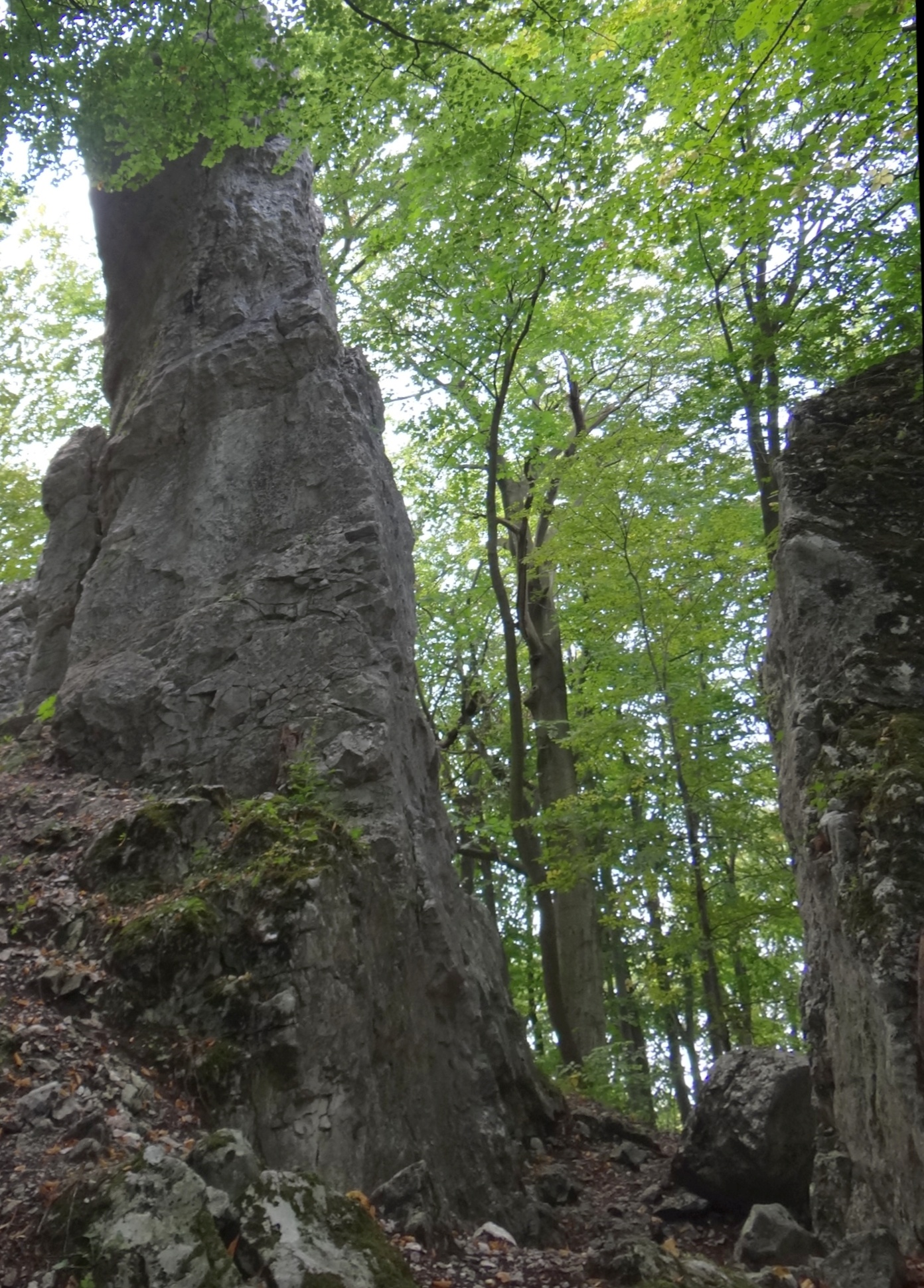
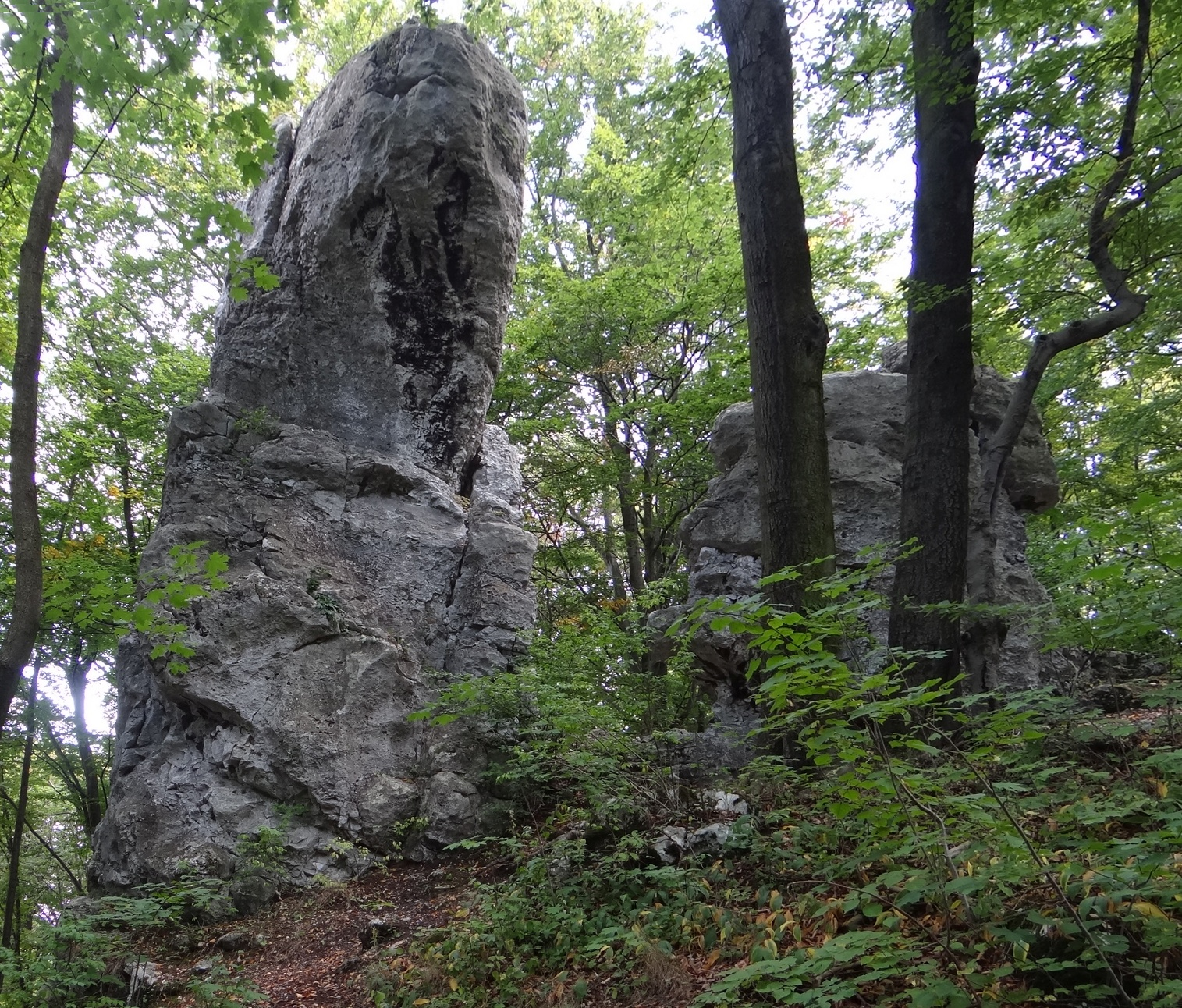
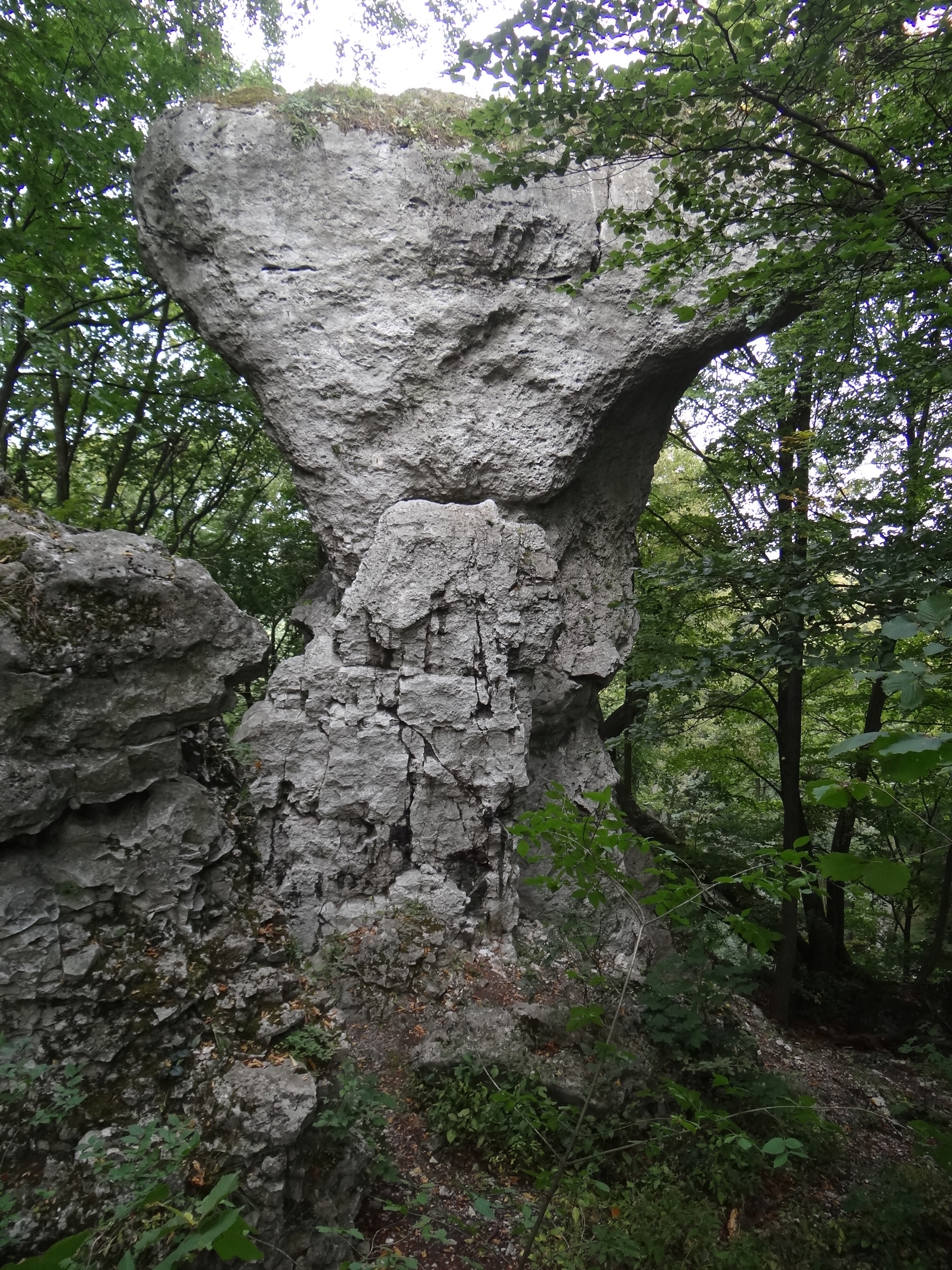

1. Diablo; VI.2+, 3r + st, 10 m
2. Sezon na piankę; V+, 4s + rz
3. Młot; VI.2, 2r + rz
4. Sierp; VI, 2r + rz[3].

## Szlak turystyczny
Obok Kowadła prowadzi Szlak Orlich Gniazd.
 odcinek: Kusięta – rezerwat przyrody Zielona Góra – Częstochowa